# ترافيس غراهام
ترافيس غراهام (بالإنجليزية: Travis Graham)‏ (8 مايو 1993 بكيب تاون في جنوب أفريقيا - ) هو لاعب كرة قدم جنوب أفريقي في مركز الوسط. لعب مع أياكس كيب تاون.

## وصلات خارجية
- ترافيس غراهام على موقع قاعدة بيانات كرة القدم.إي يو (الإنجليزية)
- ترافيس غراهام على موقع Soccerway.com (الإنجليزية)